# Pol Pot
Pol Pot (ប៉ុល ពត; in lingua khmer), pseudonimo di Saloth Sâr (សាឡុត ស; Prek Sbauv, 19 maggio 1925 – Anlong Veng, 15 aprile 1998), è stato un rivoluzionario, politico e generale cambogiano, capo dei guerriglieri comunisti della Cambogia, i khmer rossi e ufficialmente primo ministro del Paese, che portò il nome di Kampuchea Democratica dal 1976 al 1979, quando la sua dittatura fu rovesciata dalla Repubblica Socialista del Vietnam durante la guerra cambogiano-vietnamita.
Fu diretto ispiratore e responsabile della tortura e del massacro stimato di circa un milione e mezzo di persone, fra i quali migliaia di morti a causa del lavoro forzato, della malnutrizione e della scarsa assistenza medica. In totale si stima che circa un quarto della popolazione cambogiana perse la vita nel periodo tra il 1975 e il 1979, in quello che è noto come genocidio cambogiano. Dopo l'invasione della Cambogia da parte del Vietnam, Pol Pot e i khmer rossi ricostituirono nel 1979 un movimento armato in funzione anti-vietnamita e anti-sovietica alla frontiera con la Thailandia, con il sostegno di Stati Uniti, Cina e Thailandia.
Assunse svariati pseudonimi (Fratello Numero 1, Pouk e Hai sono solo alcuni tra quelli noti), ma è universalmente noto come Pol Pot. Sulla genesi di quest'ultimo esistono due scuole di pensiero: quella dello studioso Philip Short, secondo cui Saloth Sar lo avrebbe assunto nel 1970 ispirandosi per la prima parte di esso al nome degli schiavi dei sovrani khmer discendenti da un'antica tribù sottomessa (i Pol, appunto) e completandolo con un monosillabo eufonico (come da tradizione per i cambogiani privi di secondo nome), e quella del giornalista William T. Vollmann, che lo riconduce all'abbreviazione dei termini francesi "Politique Potentiel" (in italiano "Politico Potenziale").

## Biografia

### L'infanzia e gli anni parigini

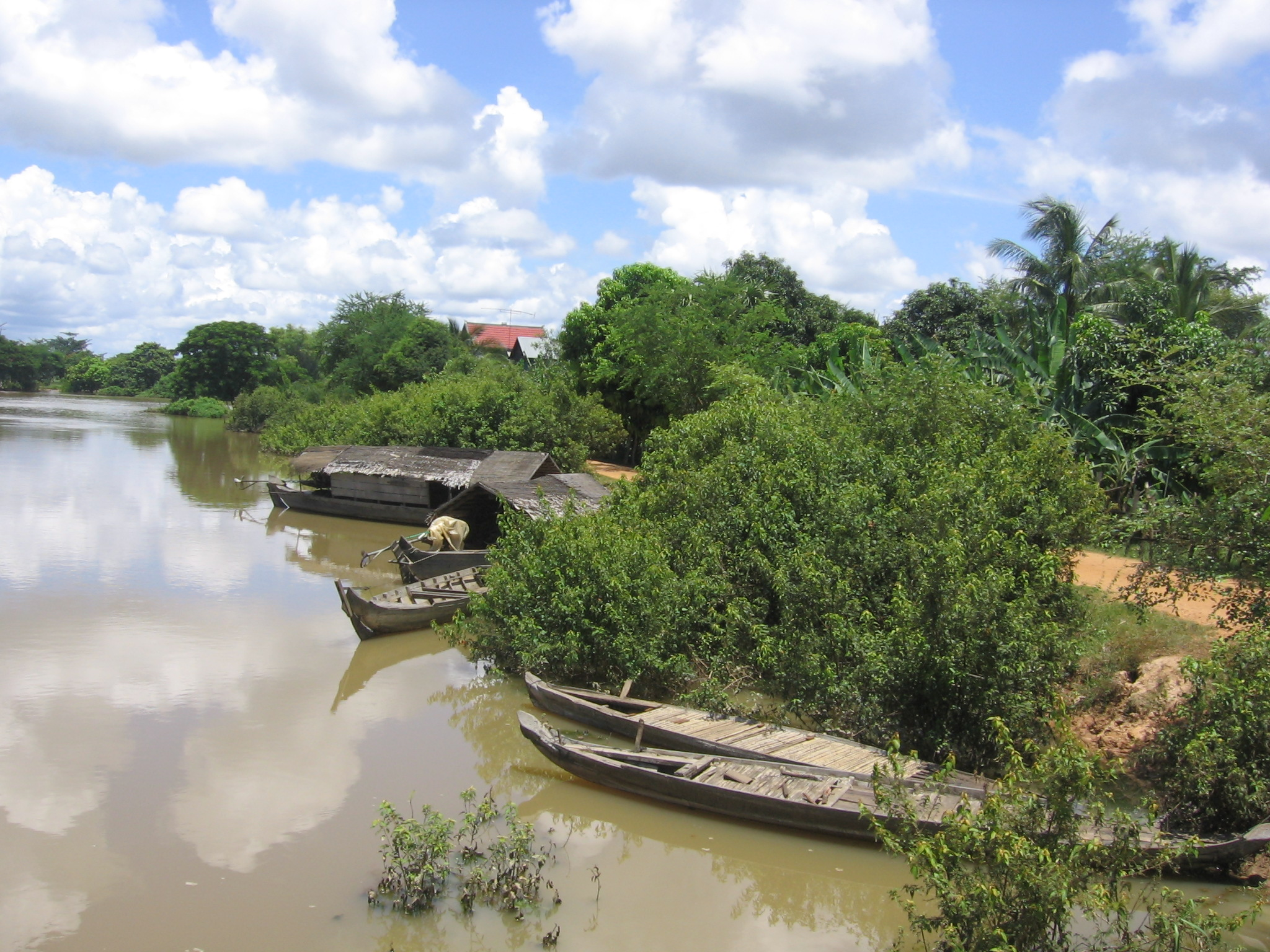
Prek Sbauv, il luogo di nascita di Pol Pot

Pol Pot nacque nel 1925 a Prek Sbauv (in quella che allora era una parte dell'Indocina francese, ma che adesso si trova nella provincia di Kampong Thom, in Cambogia), da una famiglia mediamente benestante, con frequentazioni della famiglia reale. Essendo una delle sue sorelle concubina del Re, al giovane capitava spesso di visitare il palazzo di residenza del sovrano.
Intorno al 1934, la famiglia di Saloth Sâr mandò il figlio in un monastero buddhista di Phnom Penh per un tirocinio religioso. Due anni dopo iniziò a frequentare la "Miche School", una scuola religiosa di Phnom Penh. Il soggiorno a Phnom Penh con tre dei suoi fratelli più grandi diede a Saloth Sâr una nuova visione dello stato della popolazione Khmer, che rappresentavano una minoranza nella città; i mercanti erano generalmente cinesi, i lavoratori del governo vietnamiti, e risiedevano in città anche alcuni ufficiali francesi. Nel 1947 riuscì ad entrare nel prestigioso Liceo Sisowath, ma i suoi studi non furono proficui, così entrò in una scuola tecnica di Russey Keo. Qui nel 1949 vinse una borsa di studio per radioingegneria all'EFREI di Parigi.
Grande ammiratore della Rivoluzione francese, entrò ben presto in contatto con gli ideali marxisti di Jean-Paul Sartre che fu suo mentore e ispiratore, e nel 1950 entrò addirittura in una brigata internazionale di operai che si recò nella Jugoslavia del Maresciallo Tito per costruire strade. Nel 1951, dopo essere entrato nel Circolo Marxista Khmer, che aveva nel frattempo monopolizzato l'Associazione degli Studenti Khmer, si unì al Partito Comunista Francese (il quale, come Saloth Sâr, appoggiava la lotta anti-colonialista dei Viet Minh nell'Indocina francese). Nel gennaio del 1953, dopo tre anni di studio disastrosi - a causa dell'impegno politico - fece ritorno nella madrepatria, primo tra i membri del Circolo.

### La guerra di liberazione nazionale
La Cambogia di quegli anni era teatro - assieme al Vietnam e al Laos - di una rivolta, quasi interamente di matrice comunista, contro l'occupazione francese dell'Indocina. Nell'agosto del 1953 Saloth Sâr raggiunse insieme a Rath Samoeun il villaggio di Krabao, quartier generale orientale dei Viet Minh situato al confine tra le province di Kampong Cham e Prey Veng, e si unì al movimento. Tuttavia, ben presto constatò in esso un'effettiva prevalenza degli interessi nazionali vietnamiti. Infatti nel 1954 i francesi lasciarono l'Indocina, e i Viet Minh si ritirarono nel Vietnam del Nord comunista, portando con sé anche quadri comunisti cambogiani tramite i quali estendere, in un imprecisato futuro, la rivoluzione al paese confinante.

### Nascita del gruppo dei khmer rossi
Saloth Sâr rimase in Cambogia e fu tra i fondatori del Partito Rivoluzionario del Popolo Khmer, poco più che una sezione locale del Partito dei Lavoratori del Vietnam. Il re Norodom Sihanouk indisse elezioni, abdicò e formò un partito politico. Usando la sua popolarità e qualche intimidazione, spazzò via l'opposizione comunista e conquistò tutti i seggi del parlamento. Pol Pot sfuggì alla polizia segreta di Sihanouk e trascorse dodici anni in latitanza, addestrando le reclute. Nel 1968 il capo della sicurezza interna di Sihanouk, Lon Nol, intraprese un'azione brutale contro i rivoluzionari, conosciuti come Partito Comunista di Kampuchea. Pol Pot iniziò una sollevazione armata contro il governo, venendo appoggiato dalla Repubblica Popolare Cinese.
Prima del 1970, il Partito Comunista di Kampuchea fu di insignificante importanza nella politica cambogiana. Ad ogni modo, nel 1970, il Generale Lon Nol, appoggiato dagli Stati Uniti d'America, depose Sihanouk, poiché quest'ultimo veniva visto come fiancheggiatore dei Viet Cong. Per protesta, Sihanouk diede il suo supporto alla parte di Pol Pot. Quello stesso anno, Richard Nixon ordinò un'incursione militare in Cambogia, allo scopo di distruggere i santuari Viet Cong al confine con il Vietnam del Sud.
La popolarità di Sihanouk, unita all'invasione statunitense della Cambogia, portarono molti a fianco di Pol Pot e ben presto il governo di Lon Nol si trovò a mantenere il controllo delle sole città. Nel suo libro Sideshow (1979), William Shawcross sostiene che i khmer rossi avrebbero potuto non prendere il potere se non fosse stato per la destabilizzazione causata dalla Guerra del Vietnam, e in particolare per le campagne di bombardamento atte a "spazzar via i rifugi vietnamiti" in Cambogia.

### Guerra civile e rivoluzione
Quando gli Stati Uniti lasciarono il Vietnam nel 1973 i Viet Cong lasciarono la Cambogia, ma i khmer rossi continuarono a combattere. Incapace di mantenere qualsiasi controllo sulla nazione, il governo di Lon Nol collassò rapidamente. Il 17 aprile 1975 il Partito Comunista di Kampuchea prese Phnom Penh e Lon Nol scappò negli Stati Uniti. Meno di un mese dopo, il 12 maggio, le forze navali dei khmer rossi operanti in acque territoriali cambogiane sequestrarono la nave mercantile statunitense S.S. Mayaguez, l'ultima che aveva lasciato il Vietnam, innescando la Crisi della Mayagüez.
Norodom Sihanouk ritornò nei ranghi ufficiali - benché senza alcun incarico formale né ufficio - nel 1975, ma presto si trovò affiancato dai suoi più radicali colleghi comunisti, che sospettavano avesse piani di restaurazione della monarchia.

### Kampuchea Democratica

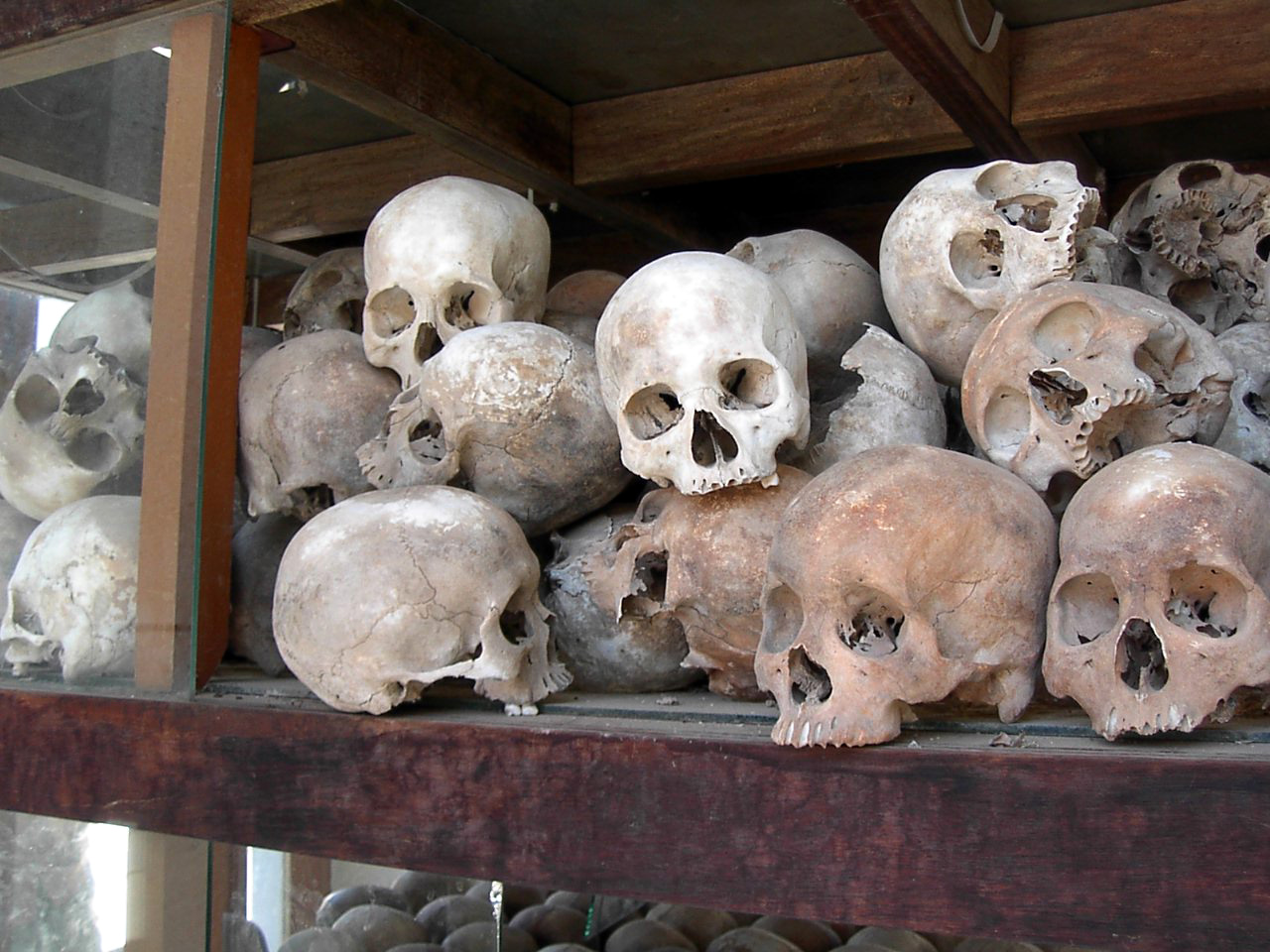
I teschi delle vittime degli khmer rossi

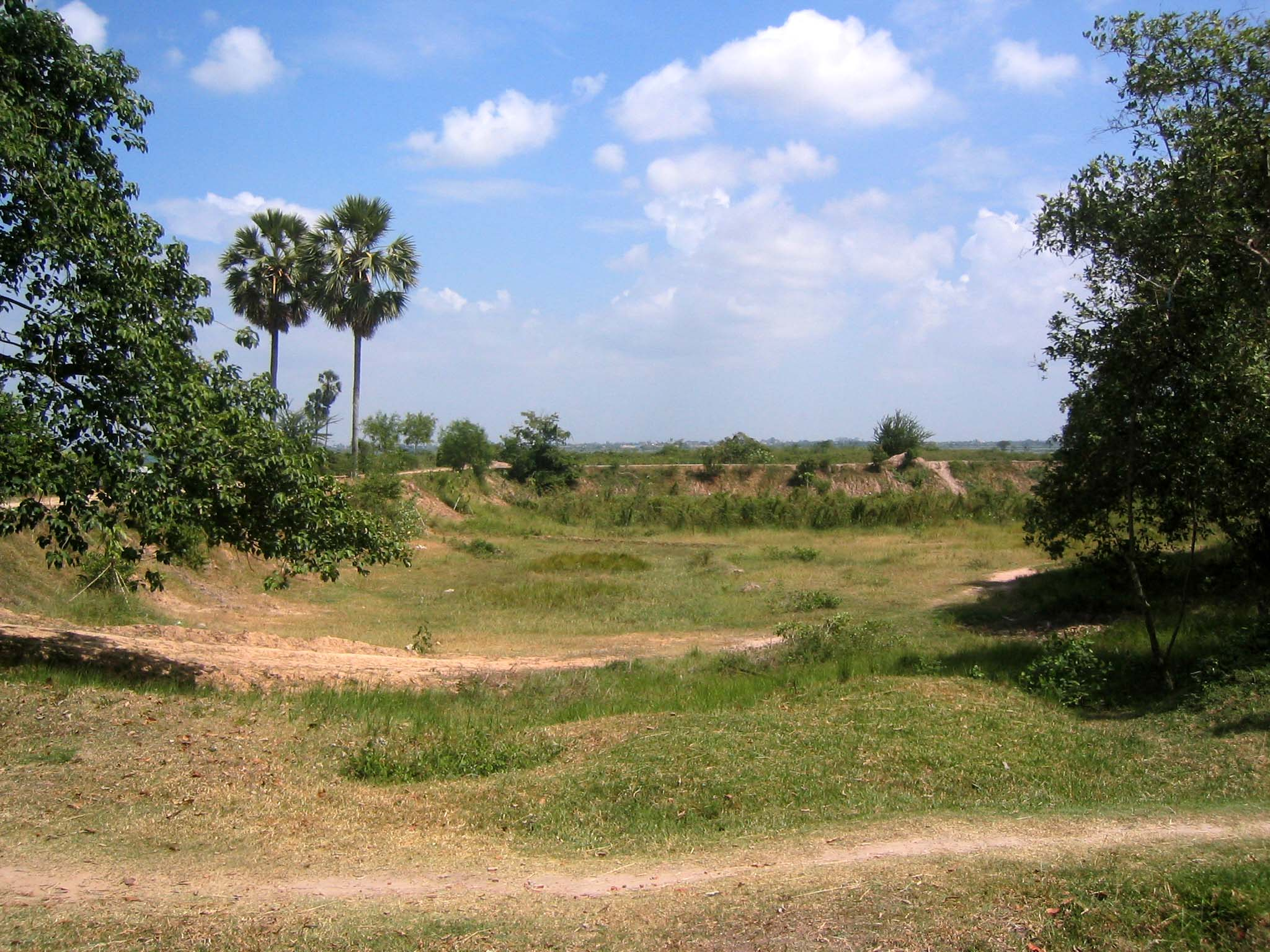
Fossa comune a Choeung Ek

All'inizio del 1976 i khmer rossi che appoggiavano la linea dura si stancarono di tollerare le trovate di Sihanouk, e lo posero agli arresti domiciliari. Il governo esistente fu velocemente smantellato e Sihanouk fu rimosso dalla posizione di capo di Stato. La Cambogia divenne una repubblica socialista, e Khieu Samphan ne divenne il primo Presidente. Il 13 maggio 1976 Pol Pot fu nominato Primo ministro di Cambogia, e iniziò a varare delle radicali riforme comuniste, denominando il processo "Super grande balzo in avanti", ispirandosi alle politiche maoiste. I bombardamenti statunitensi avevano portato allo svuotamento di parte delle aree rurali e la città si era sovraffollata. Pol Pot pensava che l'unica via al comunismo fosse ripartire da zero.
Quando i Khmer Rossi presero il potere, deportarono i cittadini dalle città verso la campagna, dove venivano costretti a lavorare in fattorie comuni. La proprietà fu collettivizzata seguendo i già sperimentati modelli sovietico, cinese e vietnamita, e l'educazione si teneva in scuole comuni. Ma l'effetto della dittatura non si limitò a queste riforme: il regime di Pol Pot fu infatti una delle più spietate dittature della storia. Migliaia di politici e burocrati furono uccisi, mentre Phnom Penh veniva trasformata in una città fantasma dove molti morivano di fame, malattie o perché giustiziati. Venivano perseguitate e uccise tutte le persone non iscritte al Partito che avessero un'istruzione, e anche il solo fatto di portare gli occhiali era sufficiente per essere indicati come intellettuali e quindi come nemici del popolo. Le mine, che Pol Pot lodava come "soldati perfetti", erano ampiamente distribuite in tutto il territorio. Il governo dei khmer rossi ripeteva spesso attraverso la radio che la nuova utopia cambogiana necessitava solo di un milione o due di persone; per gli altri valeva il proverbio del "Tenervi non comporta alcun beneficio, eliminarvi non comporta alcuna perdita".
Il numero di vittime causate da Pol Pot è controverso. Una cifra di tre milioni tra il 1975 e il 1979 fu fornita dal regime di Phnom Penh sponsorizzato dai Vietnamiti, la Repubblica Popolare di Kampuchea. Le analisi storiche successive tendono a rimodulare la cifra più al ribasso, ma resta il fatto che in Cambogia, negli anni tra il 1975 e il 1979, una persona su quattro fu assassinata e il paese, già non densamente popolato, si svuotò quasi del tutto. Padre François Ponchaud suggerì 2,3 milioni, anche se questo numero comprende centinaia di migliaia di persone che morirono prima dell'ascesa del PCdK; l'Università Yale stimò 1,7 milioni di vittime, Amnesty International 1,4 e il Dipartimento di Stato degli Stati Uniti d'America 1,2. Khieu Samphan e Pol Pot, da cui ci si poteva attendere delle sottostime, diedero cifre di 1 milione e di 800.000 rispettivamente. La CIA stimò un numero di esecuzioni tra le 50.000 e le 100.000. Tuttavia queste sono le esecuzioni accertate o fatte per decisione, ma il numero totale di persone uccise è superiore. Le stime variano da 700.000 a 2.000.000 di persone sterminate sotto Pol Pot, tra le quali ci furono molti anziani, disabili e bambini.
Fra le torture commesse dai khmer rossi ve ne sono fra le più inimmaginabili: scariche di elettroshock, dita mozzate, unghie strappate, detenuti costretti a mangiare i propri escrementi. Spesso la ferocia dei khmer rossi si attuava uccidendo le persone a bastonate, badilate, colpi di zappa e armi da taglio, per evitare lo "spreco" di pallottole. Dall'epoca dell'entrata in clandestinità, Pol Pot non fece assolutamente nulla per mantenere i contatti con i suoi familiari, che difatti furono deportati come gli altri. Suo fratello Saloth Nhep dichiarò in un'intervista alla BBC di essere venuto a conoscenza della vera identità di Pol Pot solo dopo aver casualmente visto un suo ritratto ufficiale in una cucina collettiva.

### Invasione della Cambogia
Le tensioni tra Cambogia e Vietnam iniziarono già alla fine del 1976 quando Pol Pot accusò il Paese vicino d'essersi impossessato di territori storicamente appartenenti al popolo Khmer. Le prime scaramucce armate ai confini iniziarono nel settembre 1977. Nel frattempo, l'ala pro-vietnamita del Partito Comunista Cambogiano iniziò ad esser brutalmente epurata, tanto che i suoi capi, al fine di evitare una morte barbara, si rifugiarono in Vietnam e iniziarono ad accusare di genocidio Pol Pot e i suoi accoliti. Nel dicembre 1978 s'intensificarono gli sconfinamenti dei Khmer Rossi in territorio vietnamita.
Alla fine del 1978 il Vietnam invase la Cambogia (guerra cambogiano-vietnamita). L'esercito cambogiano fu sconfitto facilmente, e Pol Pot fuggì verso il confine tailandese. Nel gennaio 1979 il Vietnam instaurò un governo fantoccio guidato da Heng Samrin, composto da Khmer Rossi che erano fuggiti in Vietnam per evitare le purghe. A questo fece seguito l'ampia defezione verso il Vietnam degli ufficiali appartenenti ai khmer rossi della Cambogia orientale, largamente motivata dalla paura che sarebbero stati accusati di collaborazionismo. Pol Pot mantenne un seguito sufficiente a mantenere il combattimento in una piccola area nell'ovest della nazione.
A questo punto la Cina, che aveva in precedenza appoggiato Pol Pot, attaccò il Vietnam, creando una breve guerra sino-vietnamita. Il 7 gennaio 1979 cadde anche la capitale cambogiana, Phnom Penh. Pol Pot, in quanto autonomista, era un oppositore dell'ortodossia sovietica. Si trattava ovviamente di una scelta pragmatica più che di un'avversione ideologica; ottenne perciò supporto dalla Thailandia e dagli Stati Uniti d'America. In particolare, gli Stati Uniti e la Cina posero il veto all'assegnazione del seggio riservato alla Cambogia nell'Assemblea generale delle Nazioni Unite, al rappresentante del governo di Heng Samrin.

### Le dimissioni e la nuova guerra civile
Influenzati dalla realpolitik, gli Stati Uniti e la Cina appoggiarono direttamente e indirettamente Pol Pot e la sua ostilità nei confronti dell'URSS dopo il 1979. Gli Stati Uniti tentarono d'incoraggiare un'alleanza anti-vietnamita tra Pol Pot, Sihanouk e il nazionalista Son San. Per perseguire questo fine Pol Pot si dimise ufficialmente nel 1985, ma continuò come capo de facto del Partito Comunista di Kampuchea e come forza dominante dell'alleanza. Gli oppositori al PCdK sostennero che agiva ancora in maniera disumana nelle aree controllate dall'alleanza.
Nel 1989 i vietnamiti si ritirarono dalla Cambogia. Pol Pot si rifiutò di cooperare al processo di pace, e continuò a combattere il nuovo governo di coalizione. I khmer rossi tennero in scacco le forze governative fino al 1996, quando le truppe demoralizzate iniziarono a disertare; l'esempio fu imitato da diversi ufficiali dei khmer rossi, che si ritrovarono così fortemente indeboliti e disorganizzati.

### La morte

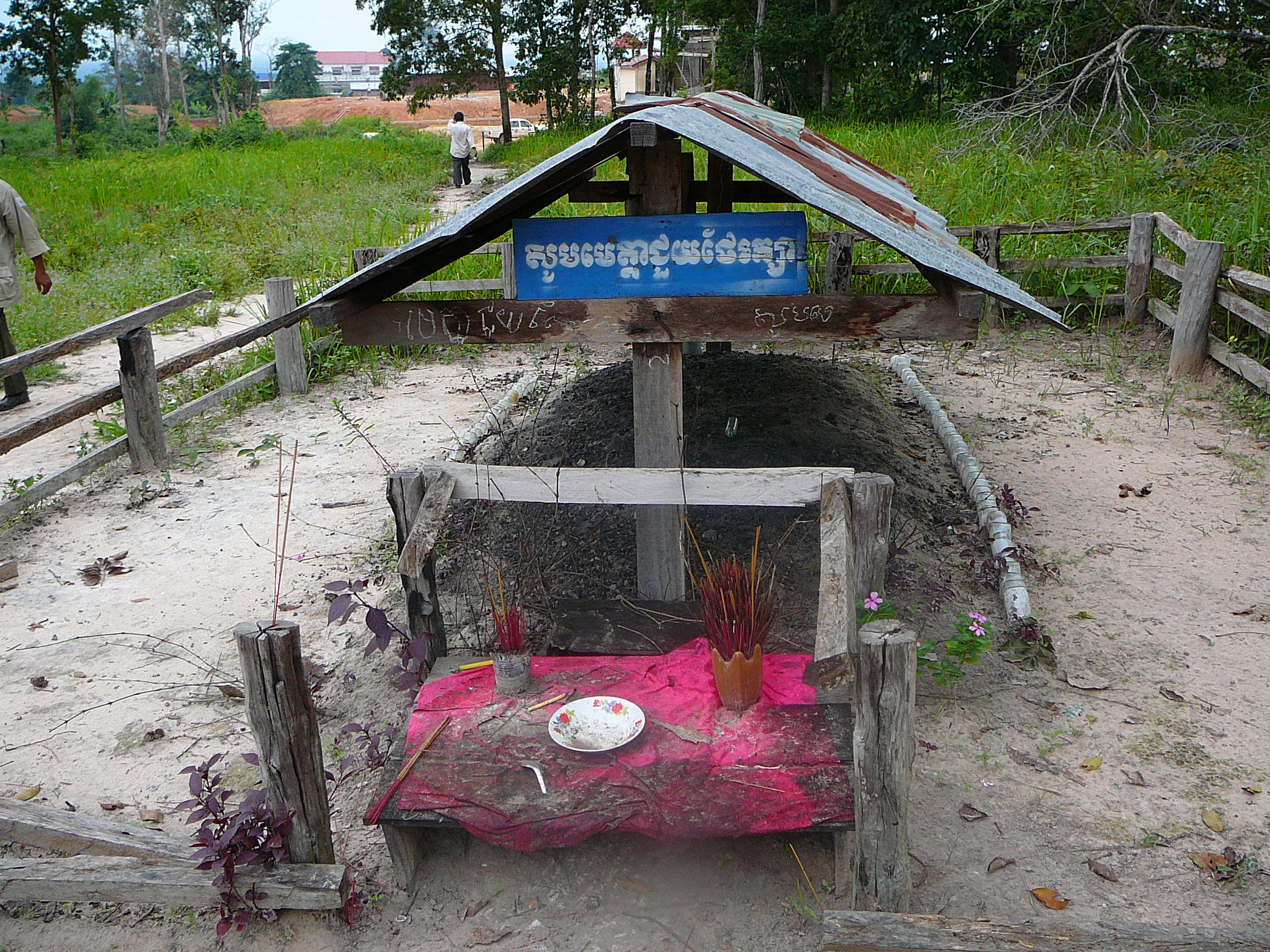
La tomba di Pol Pot nel distretto di Anlong Veng

Nel 1997 Pol Pot giustiziò il suo braccio destro di sempre, Son Sen, per aver voluto giungere a un accordo col governo, ma poi egli stesso fu arrestato dal capo militare dei khmer rossi, Ta Mok, quindi fu condannato agli arresti domiciliari per il resto della vita. Nell'aprile 1998, Ta Mok fuggì nella foresta a seguito di un nuovo attacco dei governativi e portò Pol Pot con sé. La notte del 15 aprile 1998, il programma radio La voce dell'America, che Pol Pot ascoltava regolarmente, annunciò che i khmer rossi avevano accettato di consegnarlo a un tribunale internazionale.
Secondo la testimonianza di sua moglie, morì nel suo letto quella stessa notte. Il generale Ta Mok annunciò che la morte era dovuta a un infarto. Nonostante la richiesta del governo cambogiano di ispezionare il corpo, esso fu cremato pochi giorni dopo a Anlong Veng, nella zona ancora sotto il controllo dei khmer rossi; ciò provocò forti sospetti che Pol Pot si fosse suicidato o fosse stato avvelenato.